# São Jerônimo da Serra
São Jerônimo da Serra est une municipalité brésilienne située dans l'État du Paraná.